# Heinrich Czolbe
Heinrich Czolbe (* 30. Dezember 1819 in Katzke bei Danzig (jetzt Kaczki); † 19. Februar 1873 in Königsberg) war ein deutscher Militärarzt und Philosoph.

## Leben
Als Sohn eines Gutsbesitzers studierte Czolbe ab 1840 Medizin in Breslau, Heidelberg und Berlin. 1844 promovierte er (De principiis physiologiae) und arbeitete anschließend in einer Privatpraxis.
Ab 1848 war er Militärarzt, 1859 als Stabsarzt in Spremberg und von 1860 bis 1867 als Garnisons- und Oberstabsarzt in Königsberg. Nach seiner Verabschiedung aus dem Militärdienst widmete er sich der Philosophie und beschäftigte sich mit Immanuel Kant, Baruch Spinoza, Georg Wilhelm Friedrich Hegel und Friedrich Schleiermacher.
Czolbe widmete sein Werk über die extensionale Erkenntnistheorie postum dem Akademisch-Philosophischen Verein zu Leipzig. Hans Vaihinger hielt am 1. November 1875 im Akademisch-Philosophischen Verein einen Vortrag über das Werk.

## Veröffentlichungen
- Neue Darstellung des Sensualismus (1855)
- Entstehung des Selbstbewußtseins. Eine Antwort an Herrn Professor Lotze (1856) (PDF)
- Die Grenzen und der Ursprung der menschlichen Erkenntniß im Gegensatz zu Kant und Hegel. Naturalistisch-teleologische Durchführung des mechanischen Princips (1865)
- Grundzüge einer extensionalen Erkenntnistheorie. Ein räumliches Abbild von der Entstehung der sinnlichen Wahrnehmung (1875), ISBN 978-0-270-07851-0